# EuroAtlantic Airways

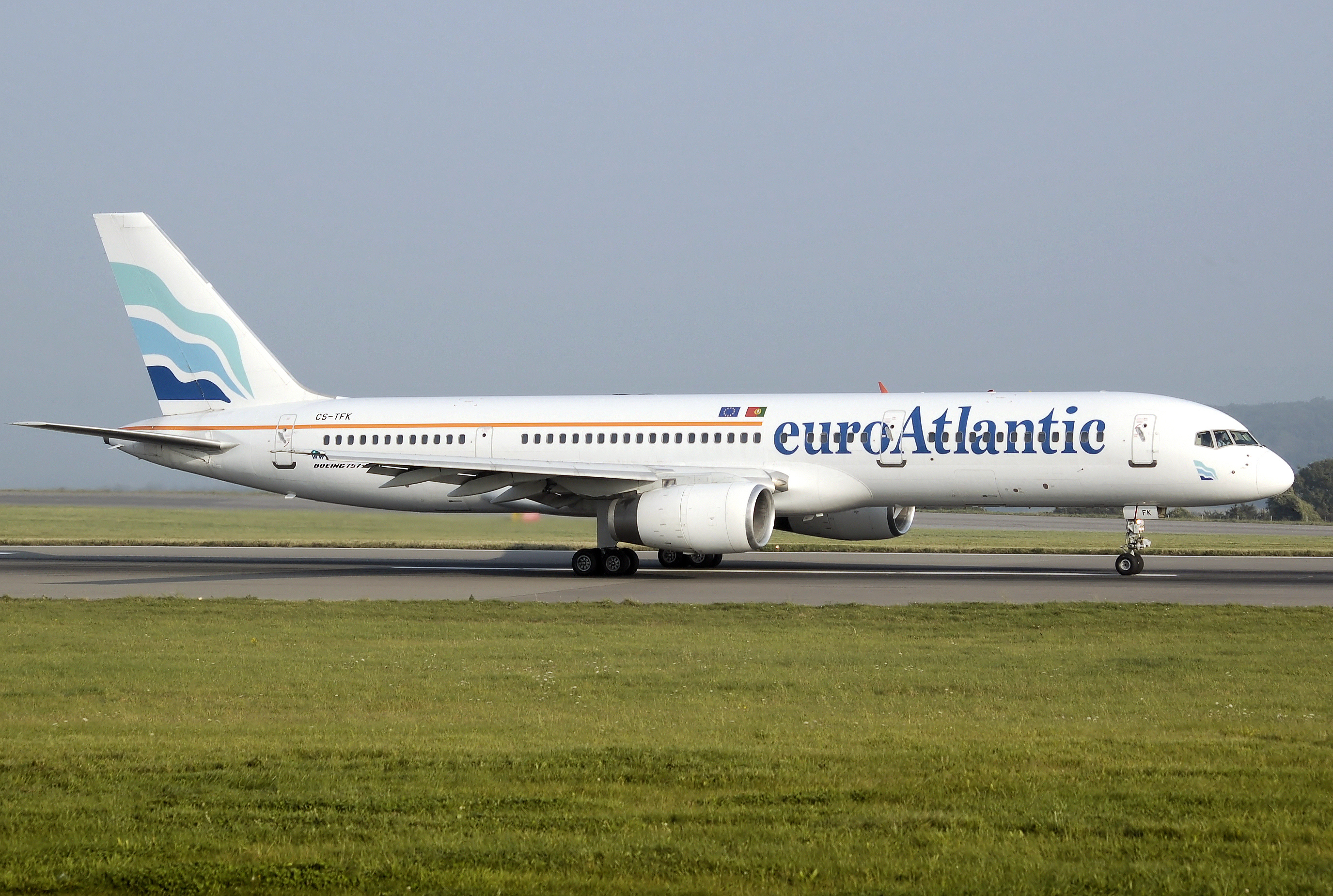
Ancien Boeing 757-200 d'EuroAtlantic Airways

EuroAtlantic Airways (code AITA : YU ; code OACI : MMZ) est une compagnie aérienne portugaise qui exploite des vols à destination de l'Atlantique Nord, des Caraïbes, de l'Amérique du Sud, de l'Afrique, du Moyen-Orient et de l'Océanie.
Fondée en 1993 sous le nom d'Air Zarco - nom commercial Air Madeira-, son nom devient en 2000 Euro Atlantic Airways - Transportes Aéreos SA et est basé à Sintra.
Cette compagnie est principalement spécialisée dans l'ACMI (Aircraft Crew Maintenance Insurance), c’est-à-dire qu'elle offre ses services à d'autres compagnies aériennes qui ont besoin de louer ses avions. 
Elle appartient à la ITI - Sociedade de Investimentos Turísticos da Ilha da Madeira
(Société d'Investissement Touristique de l'Île de Madère), plus connue sous le nom de Groupe Pestana
Elle exploite des vols pour les voyagistes suivants (entre autres) :
- atlanticholidays.es
- atlanticholidays.uk
- vista sol (Canada)
- sonhando s.a.

## Flotte

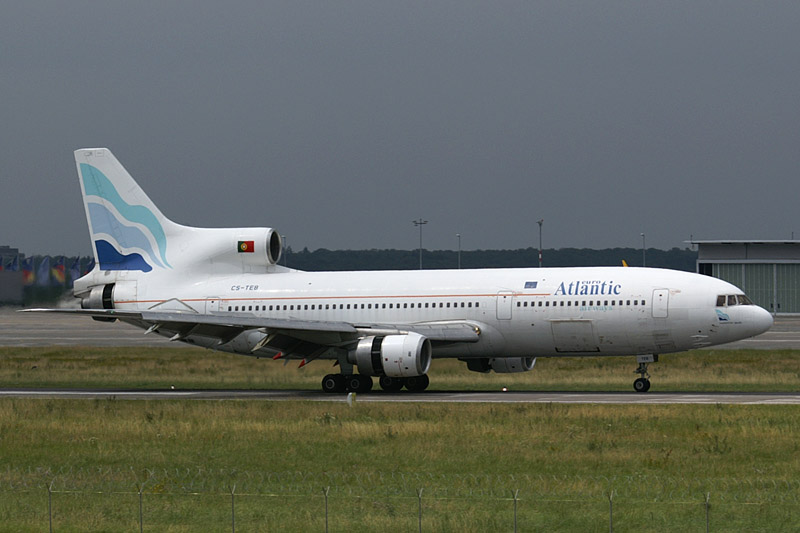
Ancien Lockheed L-1011 d'Euroatlantic Airways

Au 5 septembre 2017, elle dispose de :
- 1 Boeing 737-800
- 5 Boeing 767-300
- 1 Boeing 777-200ER
- 1 Cessna CitationJet